# 제관 (승려)
제관(諦觀: ?~970?)은 고려 광종(光宗: 재위 949~975) 때의 고승이다.
중국 천태종(天台宗)의 의적(義寂)의 법을 이어받고 고려로 귀국하였다. 그 후 960년에 오월(吳越: 907~978)왕 전숙(재위 948~978)의 요청으로 천태학의 논소제문(論疏諸文)을 가지고 송나라(960~1279)에 가서 중국 천태학의 부흥에 기여하였고, 그의 저서 《천태사교의(天台四敎義)》는 후에 학계의 귀중한 보물이 되었다.

## 참고 문헌
- 이 문서에는 다음커뮤니케이션(현 카카오)에서 GFDL 또는 CC-SA 라이선스로 배포한 글로벌 세계대백과사전의 내용을 기초로 작성된 글이 포함되어 있습니다.